# Вака
Вака (яп. 和歌, букв. «японская песнь») — японский средневековый поэтический жанр. Название жанра вака возникло в период Хэйан для отличия собственно японского поэтического стиля от преобладавшего в то время жанра китайской поэзии канси (яп. 漢詩), знание которой было обязательно для каждого аристократа.

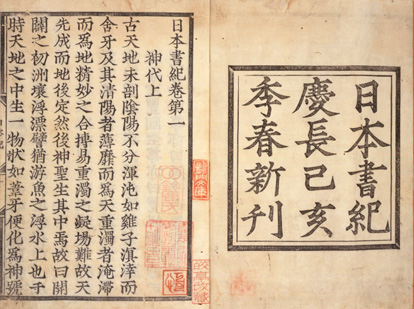
Страницы «Нихон сёки» — «Японских хроник»

Вака как жанр традиционно подразделяется на несколько видов:
- Танка (краткая песнь)
- Тёка (долгая песнь)

и некоторые другие.
В стиле вака был написан также текст гимна Японии.

## История
В средневековой Японии существовал обычай обмениваться поэтическими посланиями (особенно это было характерно для любовной переписки). Это нашло отражение в пяти из двадцати томов антологии «Кокинсю», где была собрана любовная лирика. Кроме того, вака широко используется в «Записках у изголовья» Сэй Сёнагон, а также в «Повести о Гэндзи» Мурасаки Сикибу (там записано 795 любовных вака, которыми обменивались персонажи). Обмен поэтическими посланиями в стиле вака стал традиционным и даже обязательным для японской аристократии того времени. Знание наиболее известных произведений в жанре вака, умение прочитать кстати по какому-либо случаю подобную песнь являлось показателем образованности и вкуса просвещённых людей эпохи Хэйан.
Существовали также специально проводимые конкурсы вака: утакай (яп. 歌会, букв. «поэтические встречи», проводились по случаю знаковых событий, таких как Новый год, любование луной и т. д.) и утавасэ (яп. 歌合, «поэтические соревнования», соревнования между двумя командами по созданию стихов на указанную тематику. Со временем подобные увеселительные мероприятия приобрели серьёзную эстетическую окраску и стали важной частью японской средневековой культуры.

### Древняя Япония
Первые стихи в жанре вака были записаны в свитках «Кодзики» и «Нихон сёки» — крупнейших памятниках древнеяпонской литературы. Там, однако, вака не была реализована как чёткая поэтическая форма.
В двадцатитомной антологии «Манъёсю» старейшие вака встречается в виде форм тёка и танка. В «Манъёсю» включены вака императора Одзина, Отомо-но Якамоти (позднейшего редактора антологии), Нуката-но Окуми, Какиномото-но Хитомаро, Ямабэ-но Акахито, Яманоэ-но Окура, Отомо-но Табито и Отомо-но Якамоти. Кроме того, в антологию включены вака женщин и простолюдинов, чьи имена до современного читателя не дошли.

### Период Хэйан
Во времена периода Нара и в начале периода Хэйан основным поэтическим жанром, культивировавшимся в среде аристократов была китайская поэзия канси. Однако в X веке вследствие разрыва связей между японским и китайским императорскими дворами, японская аристократия обратила внимание на жанр национальной поэзии. Наложение японских поэтических жанров на китайские традиции привело к возрождению национальной культуры, жанр вака вновь стал популярным и процветающим. Вскоре император Дайго приказал составить антологию вака — первую антологию, составленную под эгидой японских властей. Лучшие японские поэты того времени собирали в антологии произведения древних авторов, что нашло отражение в названии сборника — «Кокин вакасю», букв. «Древняя и современная антология».

### Средние века
В период Камакура начал развиваться новый вид вака — рэнга (сцепленные строфы), жанр поэзии в которой авторами выступали несколько человек, дополняя своими строфами друг друга. Кроме того, в последние годы периода Хэйан, по указу и при личном участии императора Готоба была составлена очередная антология вака («Син Кокин Вакасю»). Окончательную редакцию антологии проводили Фудзивара Сюндзэй и его сын Фудзивара Тэйка. Тэйка впоследствии написал теорию создания вака, которой пользовались его последователи и практически все последующие японские поэты.
В период Муромати жанр рэнга получил широкое распространение. Он стал популярен как в среде аристократов, так, посредством буддийских священников в среде богатых горожан. Вскоре, под покровительством императорского двора начали составляться антологии рэнга.
Жанр танка остался прерогативой императорского двора. Консервативные тенденции обострили потерю гибкости и жизненности танка. В эти годы возникла традиция Кокин-дэндзю, восходящая к антологии «Кокин Вакасю». Она представляла систему толкования «Кокин Вакасю» и включала скрытый (или даже потерянный) смысл слов. Изучение вака свелось к выучиванию запутанных правил, сложных теорий, аллюзий и скрытых смыслов только для того, чтобы сочинять танка, достойные императорского двора.
Несмотря на то, что шутливые формы вака встречались уже в «Кодзики» и «Манъёсю», «облагораживание» жанра избавило вака от комических аспектов. В скором времени теория создания рэнга также подверглась ревизии и обросла правилами и ограничениями. В качестве реакции на подобные тенденции в народном творчестве возникли хайкай и кёка — комические формы вака. Однако в период Эдо вака уже потерял гибкость и жизненность, став жанром подражания древним авторам.

### Сёгунат Токугава
К времени раннего Эдо жанр вака уже не был столь популярен. Большую популярность приобрели хайкай (хайкай-но рэнга), в которых первыми строфами были хокку. Однако в поздний Эдо вака получил своё развитие вне пределов аристократии — Мотоори Норинага, собиратель традиционной японской литературы, попытался восстановить жанр вака как способ выражения лирических чувств по-японски. Он начал писать в жанре вака, и этот жанр снова стал важным для его учеников и последователей — членов школы Кокугаку. В провинции Этиго буддийский священник Рёкан начал создавать вака в намеренно наивном стиле, избегая сложных правил, традиционных для этого жанра.
В среде горожан тем временем новое развитие получила форма сатирического вака — кёка, завоевавшая признание в среде образованных людей Эдо и Осаки.
Однако, основная форма вака оставалась привязанной к старинным традициям и почти не получила развития.

### Новое время
Очередное развитие жанр вака получил в новое время, когда некоторые поэты стали издавать семейные поэтические сборники (например, «Мёдзё», прекративший своё существование довольно быстро, или «Хототогису», издававшийся Масаокой Сики, дошедший в виде журнала до наших дней), в которых публиковались их друзья и ученики. Именно Масаока Сики считается отцом современной танка (именно он создал этот термин для отличия жанра от вака).
Во времена Реставрации Мэйдзи Масаока Сики провозгласил необходимость обновления жанра вака, на волне обновления страны в целом. Сики превозносил стиль «Манъёсю», в то время как о стиле «Кокин Вакасю» отзывался нелестно. Он приводил в пример третьего сёгуна Камакура, Минамото-но Санэтомо, писавшего вака в стиле Менъёсю. После смерти Сики, в период Тайсё, Сайто Мокити с друзьями собрал поэтический цикл Арараги, восхвалявший Манъёсю. Используя издававшийся ими журнал, Сайто с товарищами распространили своё влияние по всей стране. Тем не менее, при императорском дворе, вплоть до настоящего времени осталась основной и превалирующей традиционная форма вака.
В настоящее время существует множество сообществ поэтов, пишущих в жанре вака. Во многих газетах существуют колонки, где публикуются вака.